# Volevčice (Vysočina)
Volevčice é uma comuna checa localizada na região de Vysočina, distrito de Jihlava.